# Lentipes
A Lentipes a csontos halak (Osteichthyes) főosztályának a sugarasúszójú halak (Actinopterygii) osztályába, ezen belül a sügéralakúak (Perciformes) rendjébe, a gébfélék (Gobiidae) családjába és a Sicydiinae alcsaládjába tartozó nem.

## Rendszerezés
A nembe az alábbi 18 faj tartozik:
- Lentipes adelphizonus Watson & Kottelat, 2006
- Lentipes andamanicus (Mukerji, 1935)
- Lentipes argenteus Keith, Hadiaty & Lord, 2014
- Lentipes armatus Sakai & Nakamura, 1979
- Lentipes caroline Lynch, Keith & Pezold, 2013
- Lentipes concolor (Gill, 1860)
- Lentipes crittersius Watson & Allen, 1999
- Lentipes dimetrodon Watson & Allen, 1999
- Lentipes ikeae Keith, Hubert, Busson & Hadiaty, 2014
- Lentipes kaaea Watson, Keith & Marquet, 2002
- Lentipes mekonggaensis Keith & Hadiaty, 2014
- Lentipes mindanaoensis Chen, 2004
- Lentipes multiradiatus Allen, 2001
- Lentipes rubrofasciatus Maugé, Marquet & Laboute, 1992
- Lentipes solomonensis Jenkins, Allen & Boseto, 2008
- Lentipes venustus Allen, 2004
- Lentipes watsoni Allen, 1997
- Lentipes whittenorum Watson & Kottelat, 1994